# Ramot Me’ir
Ramot Me’ir (hebr. רמות מאיר) – moszaw położony w samorządzie regionu Gezer, w Dystrykcie Centralnym, w Izraelu.
Leży w zachodniej części Szefeli, w otoczeniu miasta Rechowot, miasteczka Kirjat Ekron, moszawów Azarja, Petachja, Jacic, Ganne Jochanan i Kefar Bin Nun, kibucu Na’an, oraz wioski Ganne Hadar. Na zachód od moszawu znajduje się baza Sił Obronnych Izraela.

## Historia
Pierwotnie znajdowała się tutaj arabska wioska An-Na’ani, która została wyludniona i zniszczona podczas wojny o niepodległość w 1948.
Współczesny moszaw został założony w 1949 przez zdemobilizowanych izraelskich żołnierzy. Nazwano go na cześć amerykańskiego filantropa Meira Rosoffa, który w latach 30. kupił tutejsze ziemie dla swego przedsiębiorstwa Rosoff Group Plantations.

## Gospodarka
Gospodarka moszawu opiera się na intensywnym rolnictwie, hodowli kwiatów w szklarniach, sadownictwie i hodowli drobiu. Produkuje się tutaj oliwę z oliwek.

## Komunikacja
Na wschód od moszawu przebiega autostrada nr 6, brak jednak możliwości wjazdu na nią. Przez moszaw przebiega droga nr 4233, którą jadąc na południe dojeżdża się do moszawu Jacic, lub jadąc na północny zachód dojeżdża się do wioski Ganne Hadar i drogi ekspresowej nr 40  (Kefar Sawa–Ketura).